# Центурия
Центурията е най-малкото подразделение на римския легион от 100 души (в различните епохи броят на воиниците варирал от 60 до 100). Думата произлиза от латинското centum, което означава стотица. Командвана е от центурион. Различавали се центурии на хастати, принципи и триарии. След реформите на шестия римски цар Сервий Тулий (578 – 534 г. пр. Хр.) терминът придобил важно политическо значение, тъй като в зависимост от имуществен ценз обществото било разделено на 5 класи, които излъчвали общо 193 центурии във войската. По центурии в течение на няколко века било свиквано Народното събрание (центуриатни комиции). Всяка центурия била разделена на млади (от 18 до 45-годишни) и на възрастни (от 46 до 60-годишни).
След реформата на Гай Марий тя е била съставена от 10 контубернии /с административно значение/ с по 6 или 8 души във всяка. Двете центурии образували манипула, а 3 манипули /6 центурии/ образували кохорта. 10-те кохорти съставлявали легион /приблизително 5000 войници/. Въпреки че след реформата на Марий различията между центуриите изчезнали, наименованията /principes, hastati, triarii/ се запазили.